# وكالة أنباء الطلبة الإيرانية
وكالة أنباء الطلبة الإيرانية اختصاراً (إيسنا) هي وكالة أنباء إيرانية مستقلة تتم إدارتها من قبل طلبة الجامعات الإيرانية.
أسست الوكالة في 4 نوفمبر 1999 لتغطية أخبار الجامعات الإيرانية وتغطي الآن أخبار محلية ودولية. لدى إيسنا مراسلون متطوعون يصل عددهم إلى ألف مراسل. تعتبر إيسنا من وجهة نظر الغرب أكثر وسائل الإعلام استقلالية وموضوعية في إيران.
إضافة إلى اللغة الفارسية، تبث إسنا خدمتها الإخبارية باللغات الإنجليزية والعربية والفرنسیة وتخطط لبث خدمتها الاخباریة باللغات الأجنبیة الاخری.